# Agostinho Willy Kist
Agostinho Willy Kist SJ (* 10. Dezember 1925 in Santa Cruz do Sul; † 28. Februar 2002 in Diamantino) war ein brasilianischer Ordensgeistlicher und römischer Bischof von Diamantino.

## Leben
Agostinho Willy Kist trat der Ordensgemeinschaft der Jesuiten bei und empfing am 16. Dezember 1956 das Sakrament der Priesterweihe.
Am 15. November 1982 ernannte ihn Papst Johannes Paul II. zum Bischof von Diamantino. Der Bischof von Santa Cruz do Sul, Alberto Frederico Etges, spendete ihm am 11. Februar 1983 die Bischofsweihe; Mitkonsekratoren waren der Bischof von Sinop, Henrique Froehlich SJ, und der emeritierte Prälat von Diamantino, Alonso Silveira de Mello SJ.
Am 26. August 1998 nahm Johannes Paul II. das von Agostinho Willy Kist aus Altersgründen vorgebrachte Rücktrittsgesuch an.